# Trychosis fuscata
Trychosis fuscata là một loài tò vò trong họ Ichneumonidae.